# Тарханкутская ВЭС
Тарханку́тская ВЭС (укр. Тарханкутська ВЕС) — ветряная электростанция, расположенная на территории Черноморского района Крыма. Ближайшие населённые пункты — Красносельское и Новосельское.

## Описание
Имеет два участка:
1. 45°25′16″ с. ш. 32°46′12″ в. д.HGЯO в 7 км восточнее от села Красносельское (у наивысшей точки Тарханкутской возвышенности 178.4 м); 127 ветрогенераторов типа USW 56-100
2. 45°29′15″ с. ш. 32°44′38″ в. д.HGЯO в 1 км юго-восточнее окрестностей Новосельского; 4 ветрогенератора типа Т-600-48.

### История
Строительство ВЭС началось в 1996 году. С 1999 года «28 Управление начальника работ» является заказчиком строительство ВЭС, в системе Министерства обороны Украины, с проектной мощность 70 МВт. В 2001 году была начата эксплуатация Тарханкутской ВЭС и с того времени было произведено и выдано энергосистему Крыма свыше 62 млн кВт/час энергии. После окончания строительства 1-й очереди ВЭС «28 Управление начальника работ» стал ещё и производителем энергии.

### Характеристика
По данным на 2009 год установленная мощность ВЭС составляла 16,65/15,5 МВт. В 2008 году электроэнергия выдавалась с сеть 35 кВ по двум ПЛ до ПС 110 кВ «Тарханкут». ВЭС насчитывает 127 ветрогенераторов типа USW 56-100 и более 4 (возможно 7) — Т-600-48 (бельгийской фирмы Turbowinds). В связи с работой ВЭС в энергоузле ПС 110 кВ «Дозорное» имеют место колебания напряжения в пределах от 30 до 40 кВ, что в условиях отсутствия РПН на трансформаторах в значительной степени влияет на качество электроснабжение потребителей региона. Согласно с разработанной институтом «Укренергомережпроект» в 2005 году схемой выдачи мощностей ВЭС, предусматривается строительство новой ПС 110 кВ и двух ПЛ 110 кВ длиной 40 км до ПС 220 кВ «Донузлав».
На ветрополе подготовлены площади для технического обслуживания ветроэлектроустановок, технологические и подъездные пути. Построен дом центрального пункта управления станцией, ремонтные мастерские и помещение для персонала.